# Real Aguascalientes FC
Real Aguascalientes es un equipo de fútbol profesional de México. Fundado en la ciudad de Aguascalientes en 2014, participa en la Tercera División de México. Juega en el Centro Deportivo Las Tres Centurias

## Temporadas
| Temporada | División           | Posición                    |
| --------- | ------------------ | --------------------------- |
| 2014/2015 | 5.Tercera División | 11o. Grupo IX               |
| 2015/2016 | 5.Tercera División | 3° Grupo IX (Octavos)       |
| 2016/2017 | 5.Tercera División | 5° Grupo IX (Diesiseisavos) |
| 2017/2018 | 5.Tercera División | 5o. Grupo IX(Dieciseisavos) |